# Честер (Арканзас)
Честер (англ. Chester, Arkansas) — город, расположенный в округе Крофорд (штат Арканзас, США) с населением в 99 человек по статистическим данным переписи 2000 года.

## География
По данным Бюро переписи населения США город Честер имеет общую площадь в 1,29 квадратных километров, водных ресурсов в черте населённого пункта не имеется.
Честер расположен на высоте 256 метров над уровнем моря.

## Демография
По данным переписи населения 2000 года в Честере проживало 99 человек, 26 семей, насчитывалось 35 домашних хозяйств и 46 жилых домов. Средняя плотность населения составляла около 76,2 человек на один квадратный километр. Расовый состав Честера по данным переписи распределился следующим образом: 89,90 % белых, 10,10 % — коренных американцев.
Испаноговорящие составили 2,02 % от всех жителей города.
Из 35 домашних хозяйств в 34,3 % — воспитывали детей в возрасте до 18 лет, 48,6 % представляли собой совместно проживающие супружеские пары, в 20,0 % семей женщины проживали без мужей, 25,7 % не имели семей. 14,3 % от общего числа семей на момент переписи жили самостоятельно, при этом 2,9 % составили одинокие пожилые люди в возрасте 65 лет и старше. Средний размер домашнего хозяйства составил 2,83 человек, а средний размер семьи — 3,15 человек.
Население города по возрастному диапазону по данным переписи 2000 года распределилось следующим образом: 31,3 % — жители младше 18 лет, 8,1 % — между 18 и 24 годами, 28,3 % — от 25 до 44 лет, 20,2 % — от 45 до 64 лет и 12,1 % — в возрасте 65 лет и старше. Средний возраст жителей составил 31 год. На каждые 100 женщин в Честере приходилось 83,3 мужчин, при этом на каждые сто женщин 18 лет и старше приходилось 88,9 мужчин также старше 18 лет.
Средний доход на одно домашнее хозяйство в городе составил 27 500 долларов США, а средний доход на одну семью — 31 667 долларов. При этом мужчины имели средний доход в 26 250 долларов США в год против 14 583 доллара среднегодового дохода у женщин. Доход на душу населения в городе составил 11 269 долларов в год. Все семьи Честера имели доход, превышающий уровень бедности, 38,9 % от всей численности населения находилось на момент переписи населения за чертой бедности, при этом 48,6 % из них были моложе 18 лет и 25,0 % — в возрасте 65 лет и старше.